# ジロ・デ・イタリア 1953
ジロ・デ・イタリア 1953は、ジロ・デ・イタリアの36回目のレース。1953年5月12日から6月2日まで行なわれた。全21区間。全行程4035km。
総合連覇を果たしたファウスト・コッピが、アルフレッド・ビンダと並ぶ5度目の総合優勝を達成。

## 総合成績
|    | 選手名                       | 国籍     | 時間            |
| -- | ---------------------------- | -------- | --------------- |
| 1  | ファウスト・コッピ           | イタリア | 118時間37分26秒 |
| 2  | ユーゴ・コブレ               | スイス   | + 1分29秒       |
| 3  | パスクアーレ・フォルナーラ   | イタリア | + 6分55秒       |
| 4  | ジーノ・バルタリ             | イタリア | + 14分08秒      |
| 5  | アンジェロ・コンテルノ       | イタリア | + 20分51秒      |
| 6  | スタン・オッカー             | ベルギー | + 24分14秒      |
| 7  | ジョヴァンニ・ローマ         | イタリア | + 24分35秒      |
| 8  | ギド・デ・サンティ           | イタリア | + 25分06秒      |
| 9  | フィオレンツォ・マーニ       | イタリア | + 25分39秒      |
| 10 | ヴィンチェンツォ・ロッセッロ | イタリア | + 26分21秒      |

## マリア・ローザ保持者
| 選手名                     | 国籍     | 区間         |
| -------------------------- | -------- | ------------ |
| ウィム・ファン・エスト     | オランダ | 第1          |
| ギド・デ・サンティ         | イタリア | 第2-第3、第6 |
| パスクアーレ・フォルナーラ | イタリア | 第4-第5      |
| ジョヴァンニ・コッリエーリ | イタリア | 第7          |
| ユーゴ・コブレ             | スイス   | 第8-第19     |
| ファウスト・コッピ         | イタリア | 第20-最終    |

## 山岳賞
| 山岳賞 | パスクアーレ・フォルナーラ |
| 2位    | ファウスト・コッピ         |
| 3位    | ジーノ・バルタリ           |